# Вертикордия колосковая
Вертикордия колосковая (лат. Verticordia spicata) — вид вечнозелёных кустарников из рода Вертикордия семейства Миртовые. Эндемик Западной части Австралии, обитающий на песчаных почвах в долине реки Мерчисон.

## Биологическое описание
Вечнозеленый прямостоячий кустарник 0,3 — 1 м (иногда до 2 м) высотой.
Узкие, овальные листья с окаймленными краями, 2 см длиной.
Цветки розовые, шести-, семилепестковые, окаймленные, 1 см в диаметре, собраны в колосовидные соцветия. Чашелистики гвоздичные, белые, постепенно меняют окраску до сиреневых.

## Название
Первое описание вида было дано Фердинандом Мюллером в 1859 году. В 1991 году Алекс Джордж пересмотрел таксономическую классификацию рода Вертикордия, поместив этот вид в секцию Verticordella подрода Eperephes.